# Chiangrai Lanna FC
Chiangrai Lanna Football Club (thailändisch เชียงราย ล้านนา) ist ein 2018 gegründeter thailändischer Fußballverein aus Chiangrai. Aktuell spielt der Verein in der vierten Liga, der Thailand Semi-Pro League.

## Stadion

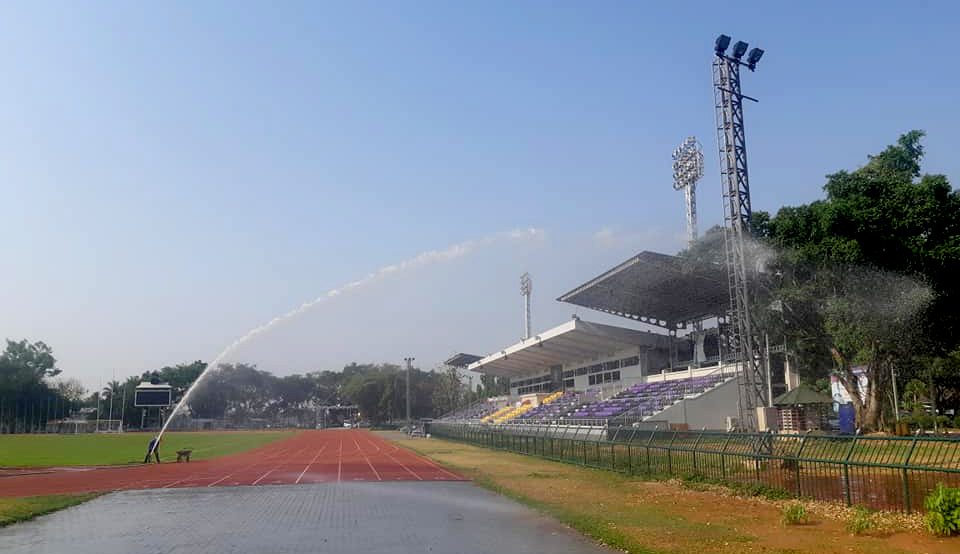
Chiangrai Province Stadion

Seine Heimspiele trägt der Verein im Chiangrai Province Stadium, oder auch Chiangrai Provincial Administrative Organization Stadium (Thai สนามกีฬากลาง จ.เชียงราย หรือ สนามกีฬา อบจ. เชียงราย) genannt, in Chiangrai aus. Bei dem Stadion handelt es sich um ein Mehrzweckstadion. Das Stadion hat ein Fassungsvermögen von 5000 Personen. Eigentümer ist die Chiangrai Provincial Administration Organization.
Koordinaten: 19° 54′ 47,9″ N, 99° 51′ 19,4″ O

## Saisonplatzierung
| Saison  | Liga                            | Liga  | Liga   | Liga | Liga | Liga | Liga  | Liga   | Liga     | Pokal  | Pokal                  |
| Saison  | Liga                            | Level | Spiele | S    | U    | N    | Tore  | Punkte | Position | FA Cup | League Cup             |
| ------- | ------------------------------- | ----- | ------ | ---- | ---- | ---- | ----- | ------ | -------- | ------ | ---------------------- |
| 2019    | Thailand Amateur League – North | 5     | 2      | 2    | 0    | 0    | 11:2  | 6      | 1.       |        |                        |
| 2020    | Thai League 4 – North           | 4     | 2      | 0    | 1    | 1    | 2:3   | 1      | 6.       |        |                        |
| 2020/21 | Thai League 3 – North           | 3     | 15     | 2    | 2    | 11   | 7:22  | 8      | 11.      |        |                        |
| 2021/22 | Thai League 3 – North           | 3     | 22     | 4    | 6    | 12   | 16:38 | 18     | 10.      |        | 2. Qualifikationsrunde |
| 2022/23 | Thai League 3 – North           | 3     | 22     | 2    | 2    | 18   | 20:64 | 8      | 12. ▼    |        | 2. Qualifikationsrunde |
| 2024    | Thailand Semi-Pro League        | 4     |        |      |      |      |       |        |          |        |                        |

| Abbruch nach dem zweiten Spieltag aufgrund der COVID-19-Pandemie |

## Beste Torschützen
| Saison  | Name                                   | Tore |
| ------- | -------------------------------------- | ---- |
| 2020/21 | Tanawit Kamjoi Phitsanusak Chuenbua-in | 2    |
| 2021/22 | Tanawit Kamjoie                        | 6    |
| 2022/23 | Basam Radwan Mahmoud Mohamed Afify     | 4    |